# Sint-Janskerk (Luik)
De Sint-Janskerk (Frans: collégiale Saint-Jean l'Évangéliste of église Saint-Jean-en-l'Isle) is een historisch kerkgebouw in het centrum van de Belgische stad Luik. Het gebouw bestaat uit een romaans westwerk, een laatgotische kloostergang en een barokke centraalbouw met priesterkoor. De kerk behoort tot het beschermd erfgoed in Wallonië.

## Geschiedenis
De kerk kreeg zijn bijnaam "Sint-Jan-op-het-eiland" omdat het gebouw vroeger op een eiland lag dat door een Maasarm, de huidige Boulevard de la Sauvenière, van de rest van de stad was afgesneden. De eerste Sint-Janskerk werd tussen 980 en 987 gesticht door bisschop Notger (930-1008). De kerk werd gebouwd als grafkerk en in 1008 werd Notger hier dan ook begraven.
Het oorspronkelijke bouwplan vertoont gelijkenis met dat van de centraalbouw van de Akense paltskapel, het oudste deel van de Dom van Aken. De centraalbouw te Aken is op zijn beurt een navolging van de Heilig Grafkerk in Jeruzalem. De Nederlandse kunsthistorica Elizabeth den Hartog, gespecialiseerd in de romaanse kunst en architectuur van het Maasland, ziet meerdere parallellen tussen beide grafkerken: zoals de kerk in Jeruzalem de grafkerk is van Jezus, moest de Luikse kerk de grafkerk van Notger worden. Ook de ligging van de Luikse grafkerk ten opzichte van de Sint-Adalbertkerk (de verdwenen doopkerk, gewijd aan Adalbert van Praag, een goede vriend van Notger) en de Sint-Lambertuskathedraal (oorspronkelijk gewijd aan Maria) is vergelijkbaar met die van de grafkerk, de doopkerk en het Mariaheiligdom in Jeruzalem. Zie de kaart hiernaast (rechts). Door de sloop van de kathedraal en de Sint-Adalbertkerk, en de bijna complete afbraak van de door Notger gebouwde Sint-Janskerk, is deze symboliek nog maar nauwelijks te herkennen. De vorm van de Sint-Janskerk, ook van de huidige kerk, verwijst echter nog steeds naar de Dom van Aken. Door te kiezen voor deze vorm, koos Notger voor een symbool van keizerlijke macht in het centrum van Luik.
De Sint-Janskerk was een van de zeven kapittelkerken van Luik (de kathedraal met het domkapittel niet meegerekend). Het Sint-Janskapittel werd gezien als het eerbiedwaardigste en nam in de rangorde der stadskapittels steeds de eerste plaats in. Aan het kapittel waren dertig prebenden verbonden, waarmee het tot de grotere kapittels in de Nederlanden behoorde. In de veertiende en vijftiende eeuw waren er enkele componisten van de Franco-Vlaamse School als kanunnik aangesteld, onder anderen Johannes Ciconia, Johannes de Limburgia en Johannes Brassart.
In 1740 werd de kerk getroffen door een overstroming van de Maas, waardoor de stabiliteit van het gebouw werd aangetast. Ook raakte de grafsteen van Notger in een van de zijkapellen beschadigd. Deze bevatte een reliëf van de bisschop, met gevouwen handen en geknield voor een lessenaar met een open boek. Hoewel Notger nooit heilig is verklaard, werden de stoffelijke resten daarna in een reliekschrijn geplaatst, dat in de sacristie werd bewaard, hangend aan het plafond.
In 1754 werd het kerkgebouw grotendeels gesloopt en op dezelfde plattegrond herbouwd in de stijl van de classicistische barok. Hoofdarchitect was de uit Ticino afkomstige Gaetano Matteo Pisoni, die onder andere de kathedraal van Namen ontwierp. Het ontwerp werd enigszins aangepast na opmerkingen van de befaamde Franse architect Jacques Germain Soufflot. Uitvoerend architect was de jonge Luikenaar Jacques-Barthélemy Renoz. Het romaanse westwerk bleef bij de sloop gespaard, evenals de laatgotische kloostergang. De nieuwe centraalbouw werd hoger opgetrokken dan de oude, wat versterkt wordt door de hoog opgaande koepel. In 1757 was de bouw voltooid.
Na de komst van de Franse revolutionairen werd het kapittel opgeheven. In 1798 werden de kerk met de kruisgang en diverse aangrenzende kapittelgebouwen verkocht aan drie ex-kanunniken. De meeste kunstvoorwerpen uit de kerkschat van het kapittel zijn tijdens de Franse Tijd verloren gegaan, waarbij een groot deel van het kerkzilver werd verkocht of omgesmolten om aan de zware, door de Fransen opgelegde oorlogsschattingen te voldoen. In 1803 werd de kerk opnieuw in gebruik genomen voor de katholieke eredienst, nu als parochiekerk.
De kerk behoort sinds 1952 tot het beschermd erfgoed in Wallonië (patrimoine exceptionnel). Sinds 2013 genieten ook de aangrenzende panden bescherming (patrimoine classé).

## Beschrijving

### Kloostergang
De kloostergang of kruisgang van de Sint-Janskerk is het meest westelijk gelegen deel van het complex. De laatgotische delen van de kloostergang dateren uit de zestiende eeuw. Daarvan heeft de zuidvleugel een bijzonder gewelf, waarvan de sierlijk gevormde gewelfribben rusten op gebeeldhouwde kapitelen. De oostelijke vleugel van de kloostergang, die grenst aan de westbouw, is nog deels romaans, maar is in de achttiende eeuw vernieuwd. Tegen de muren van de kloostergang zijn grafstenen geplaatst die dateren van 1400-1800. In het midden van de pandhof staat een beeld van de stichter van de kerk, Notger, in 1891 vervaardigd door de beeldhouwer Rixgens.

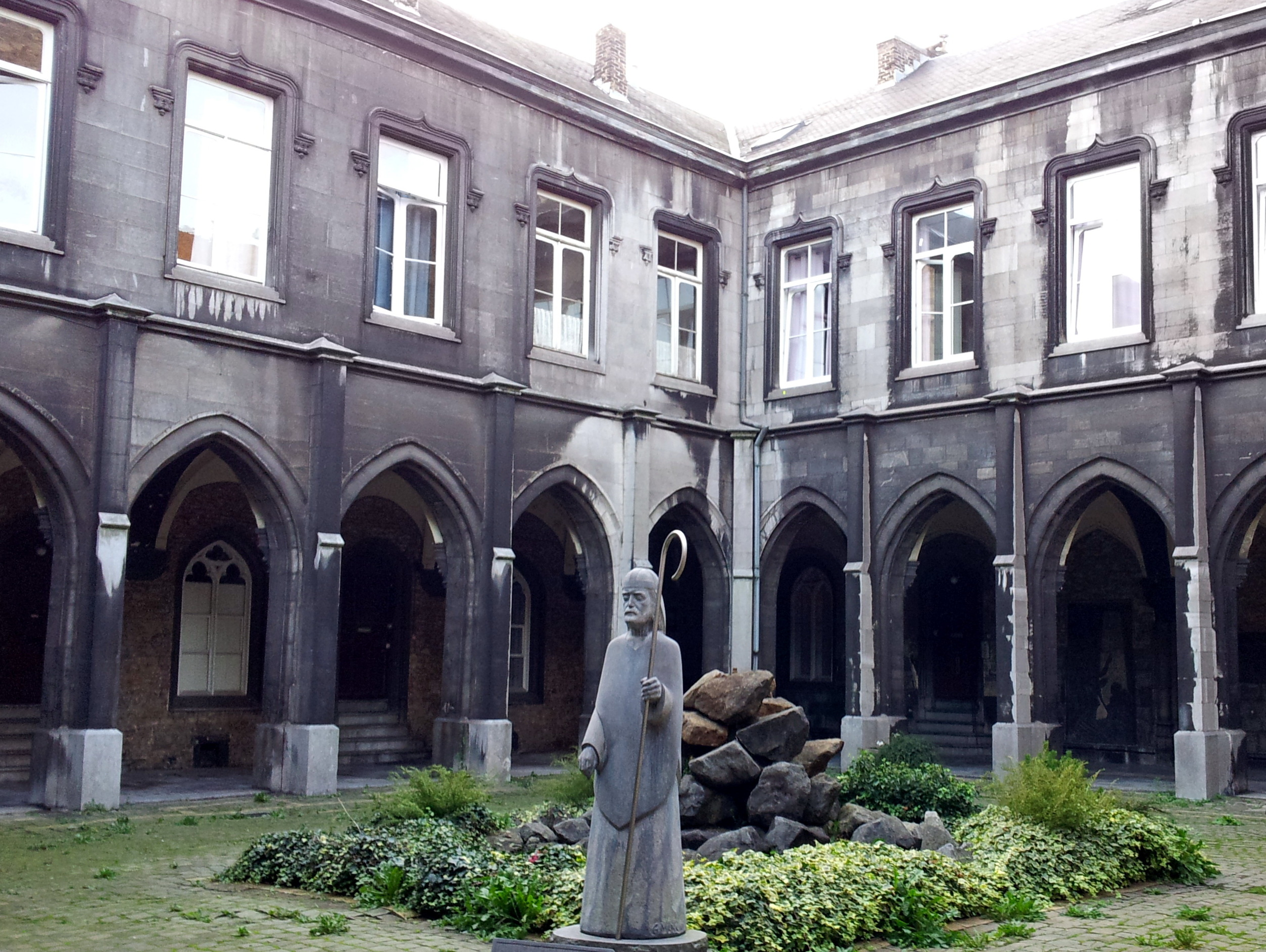
Laatgotische kloostergangen en pandhof met beeld van Notger
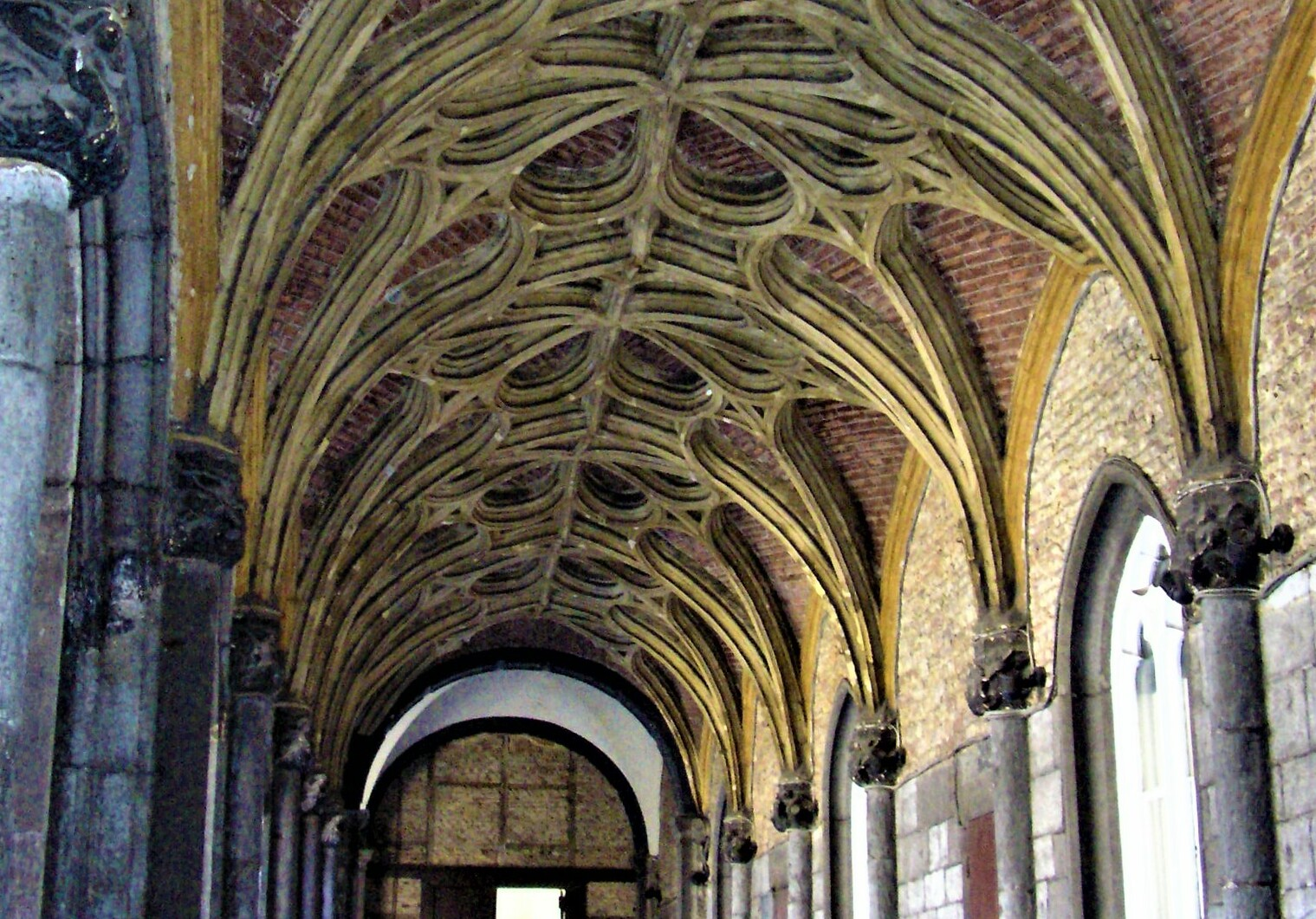
Laatgotisch gewelf
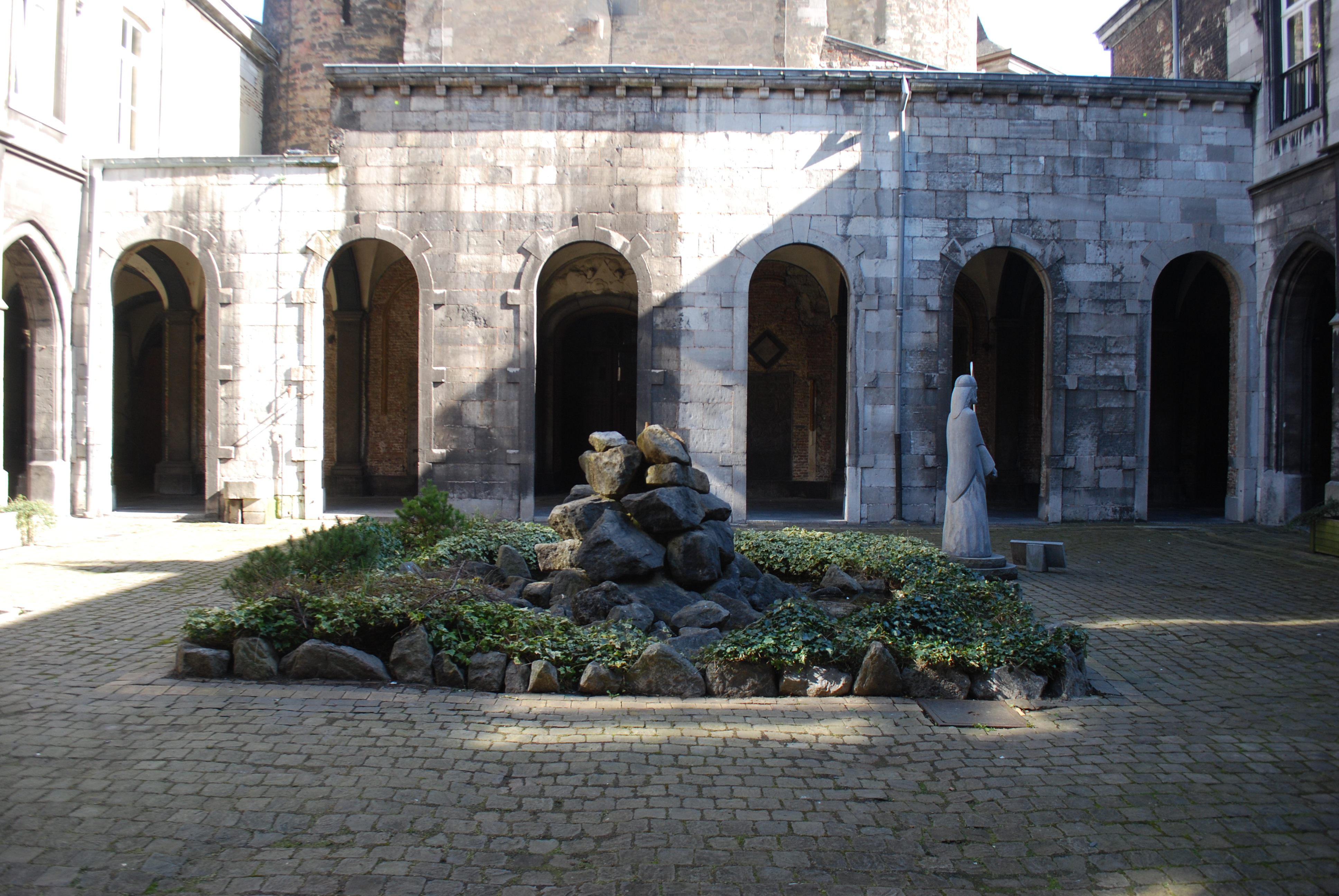
Romaanse kloostergang, vernieuwd in de 18e eeuw
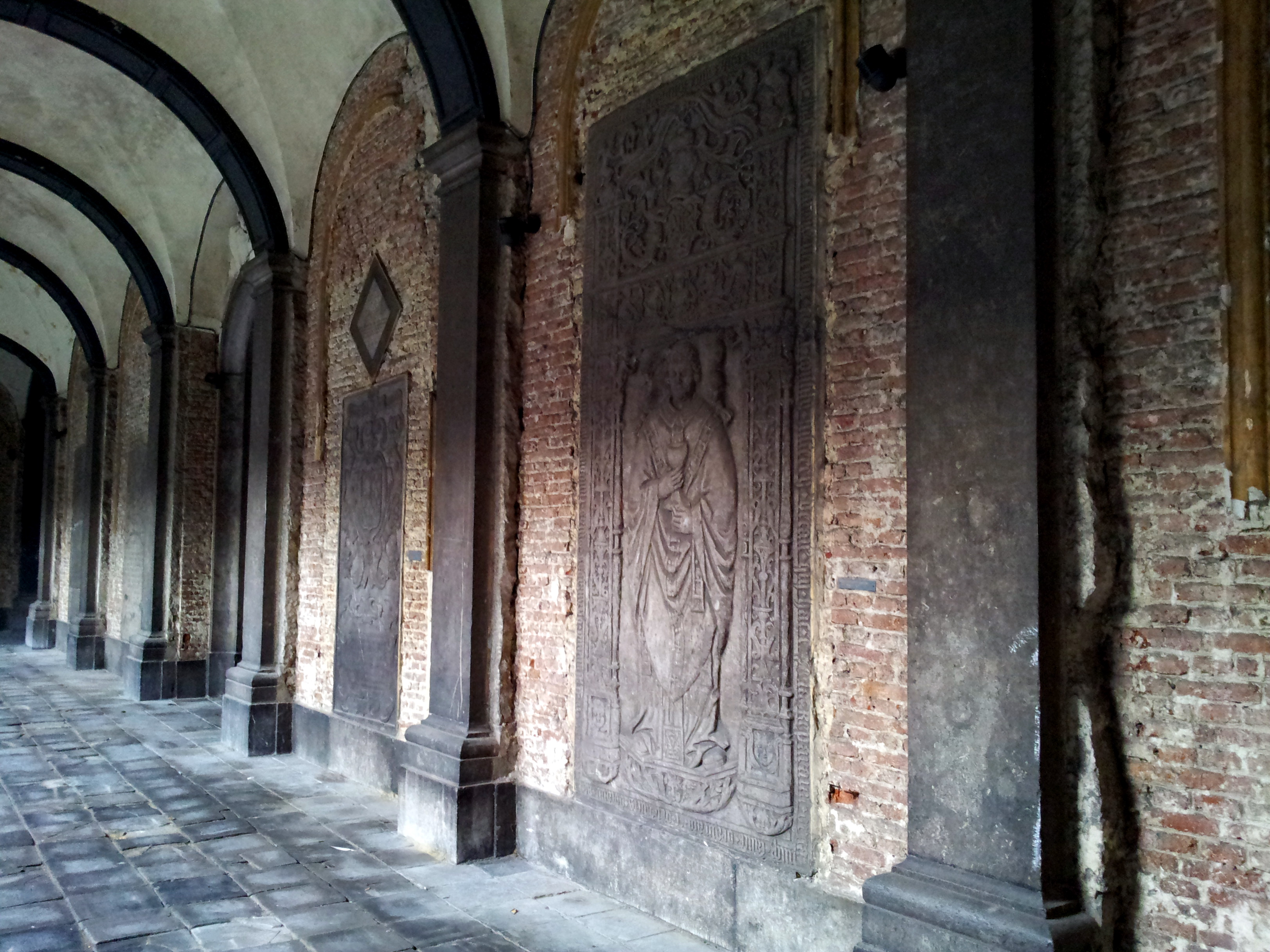
Grafzerken in kloostergang

### Kerk, exterieur

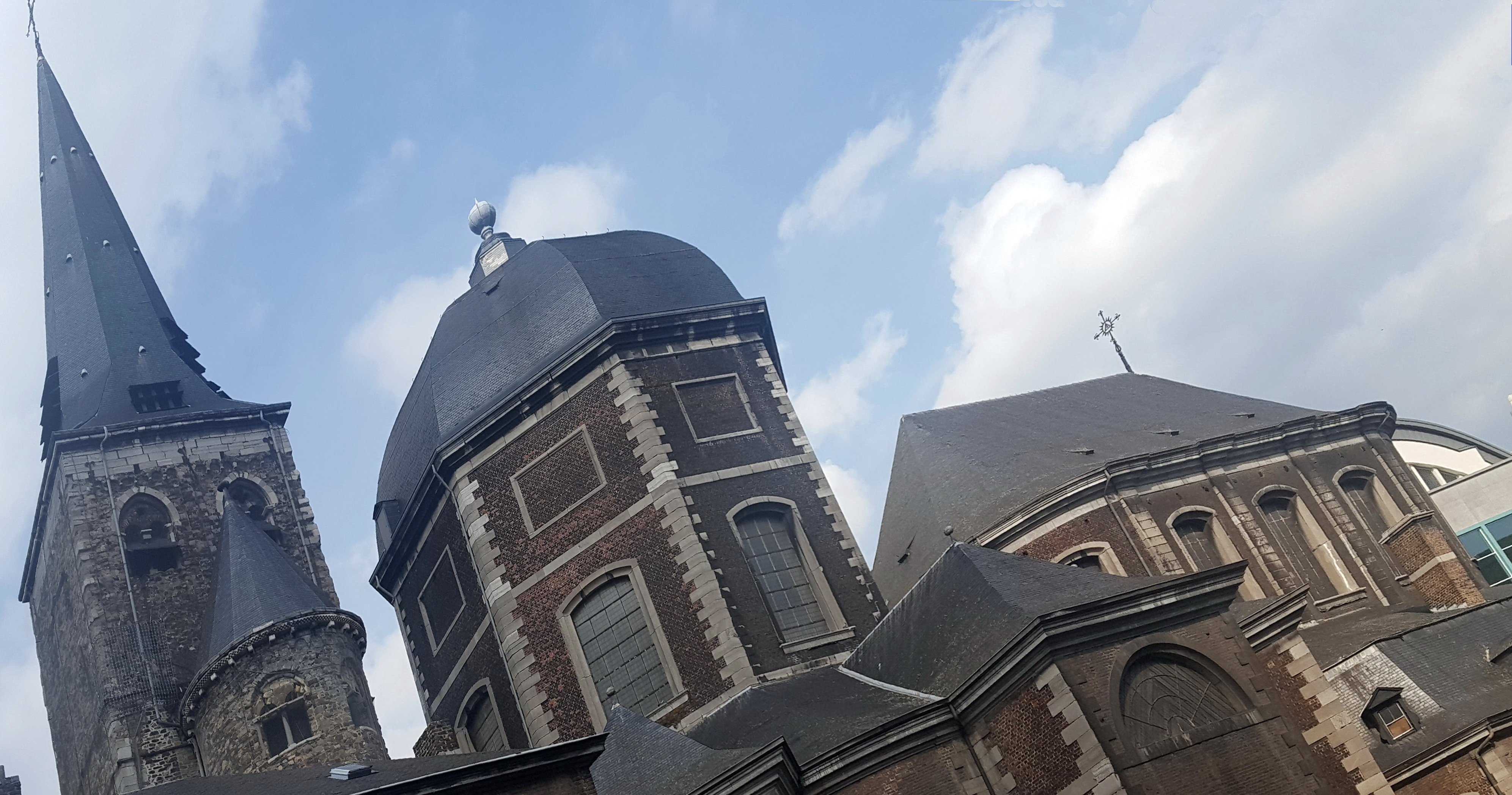
De drie kerkdelen, gefotografeerd onder een ongebruikelijke hoek

De eigenlijke kerk is opgebouwd uit drie delen: de westbouw, de centraalbouw en het koor. De delen zijn optisch van elkaar gescheiden en vanaf grote afstand te herkennen. Het silhouet van de kerk doet sterk denken aan dat van de Akense domkerk. De Luikse historicus Mathieu-Lambert Polain (1808-1872) vond de proporties tussen de delen niet bevredigend. Volgens hem had de centraalbouw groter, of het koor kleiner moeten zijn. Het nog geheel romaanse westwerk is opgetrokken uit kolenzandsteen en bestaat in feite uit een zware, vierkante middentoren en twee daartegenaan gebouwde, ronde zijtorens. Het middendeel is in de twaalfde eeuw hoger opgetrokken; de lagere delen dateren mogelijk nog uit de late tiende eeuw. Doordat de westbouw geheel ingesloten wordt door de kruisgang, zijn vanaf de straat alleen de hogere delen van de torens en de torenspitsen te zien. Het octagoon en koor zijn beide in de achttiende eeuw opgetrokken uit donkerbruine baksteen, met gebruikmaking van natuurstenen elementen. De achthoekige centraalbouw wordt omringd door zes straalkapellen en wordt bekroond door een koepel. Tussen de centraalbouw en het kloosterpand bevindt zich een barok kerkportaal. Het timpaan boven de toegangspoort bevat een reliëf van de patroonheilige, Johannes de evangelist. Bij het koor valt vooral de hoog oprijzende apsismuur op, die voor een deel blind is.

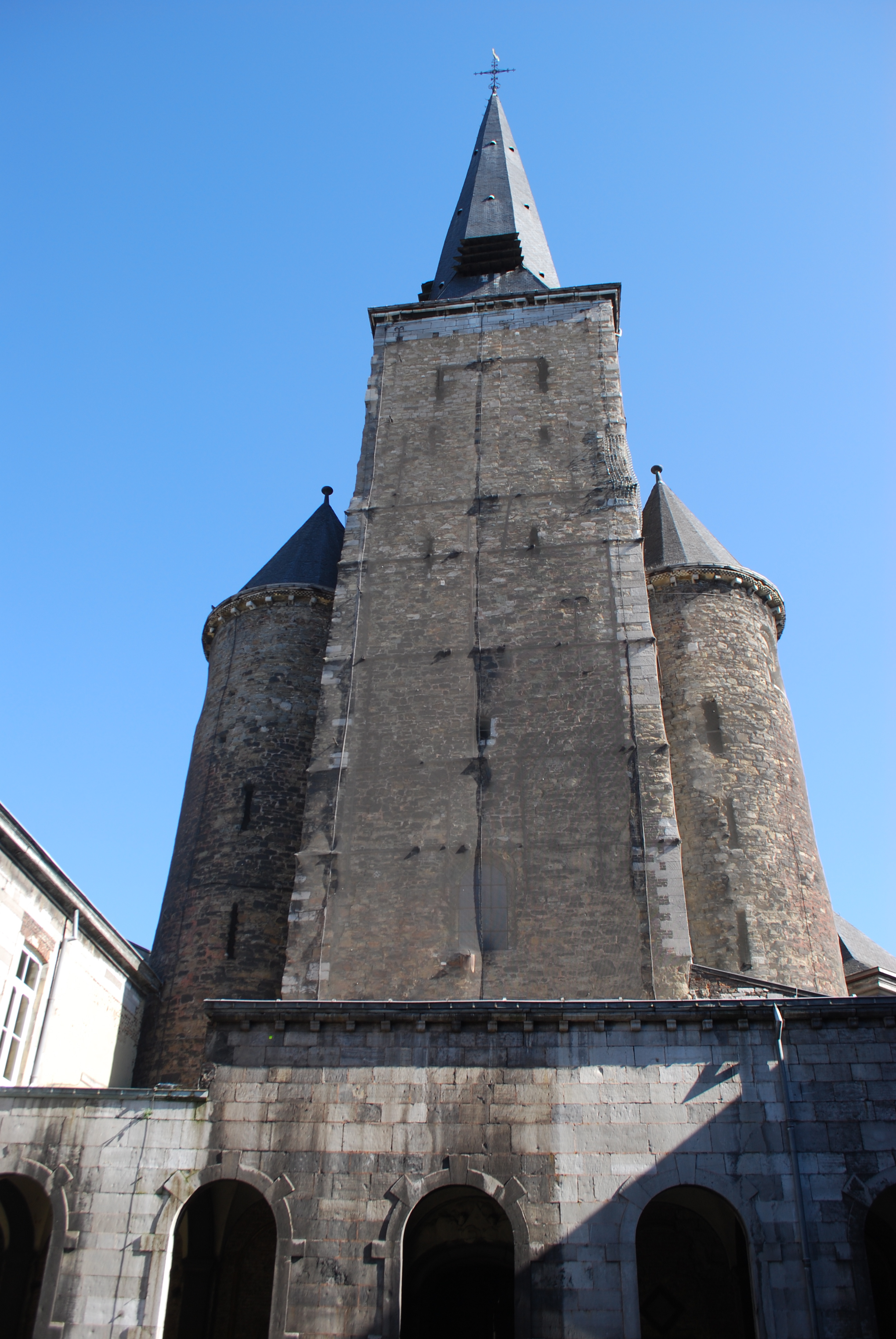
Westwerktorens
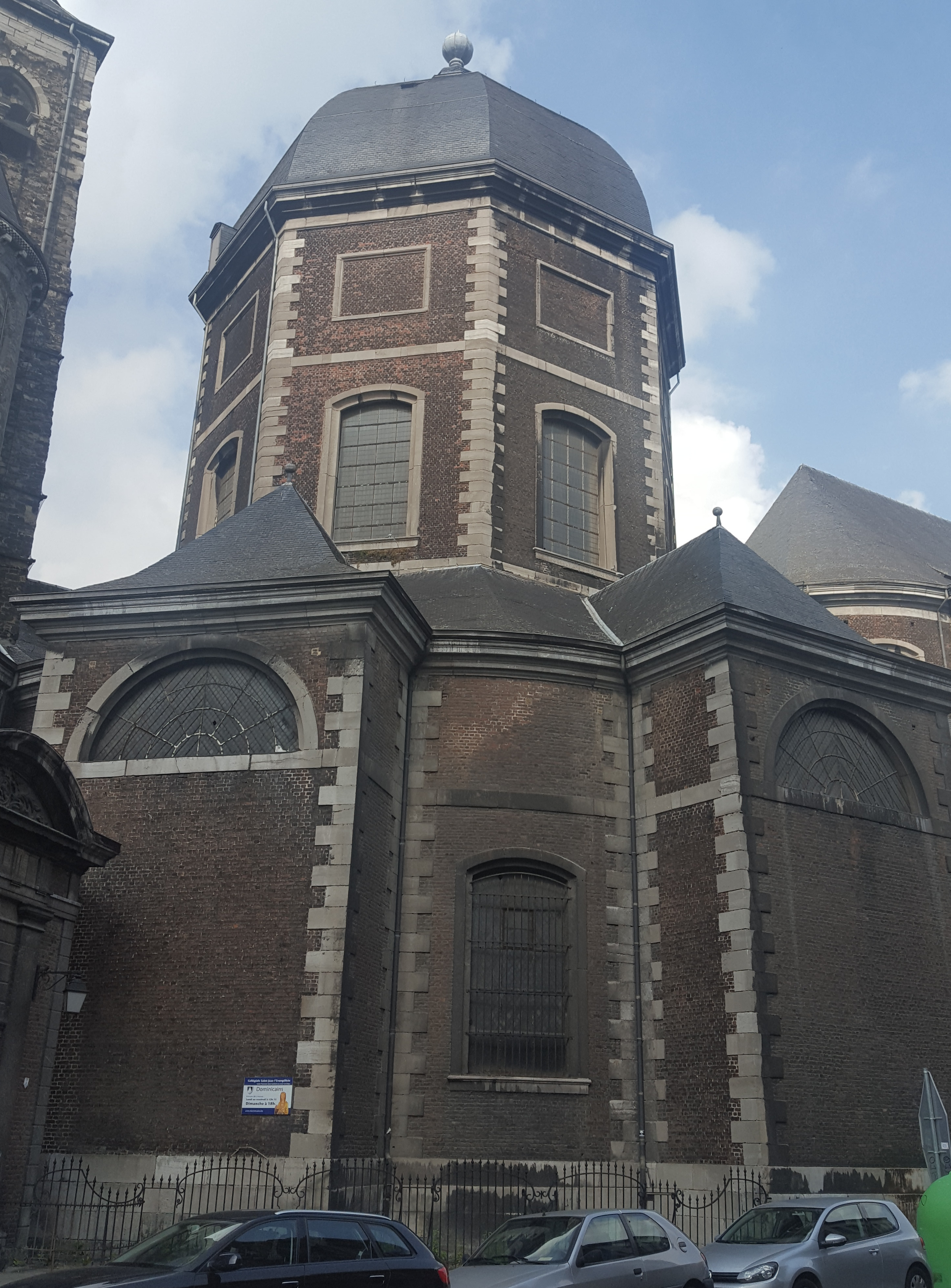
Centraalbouw
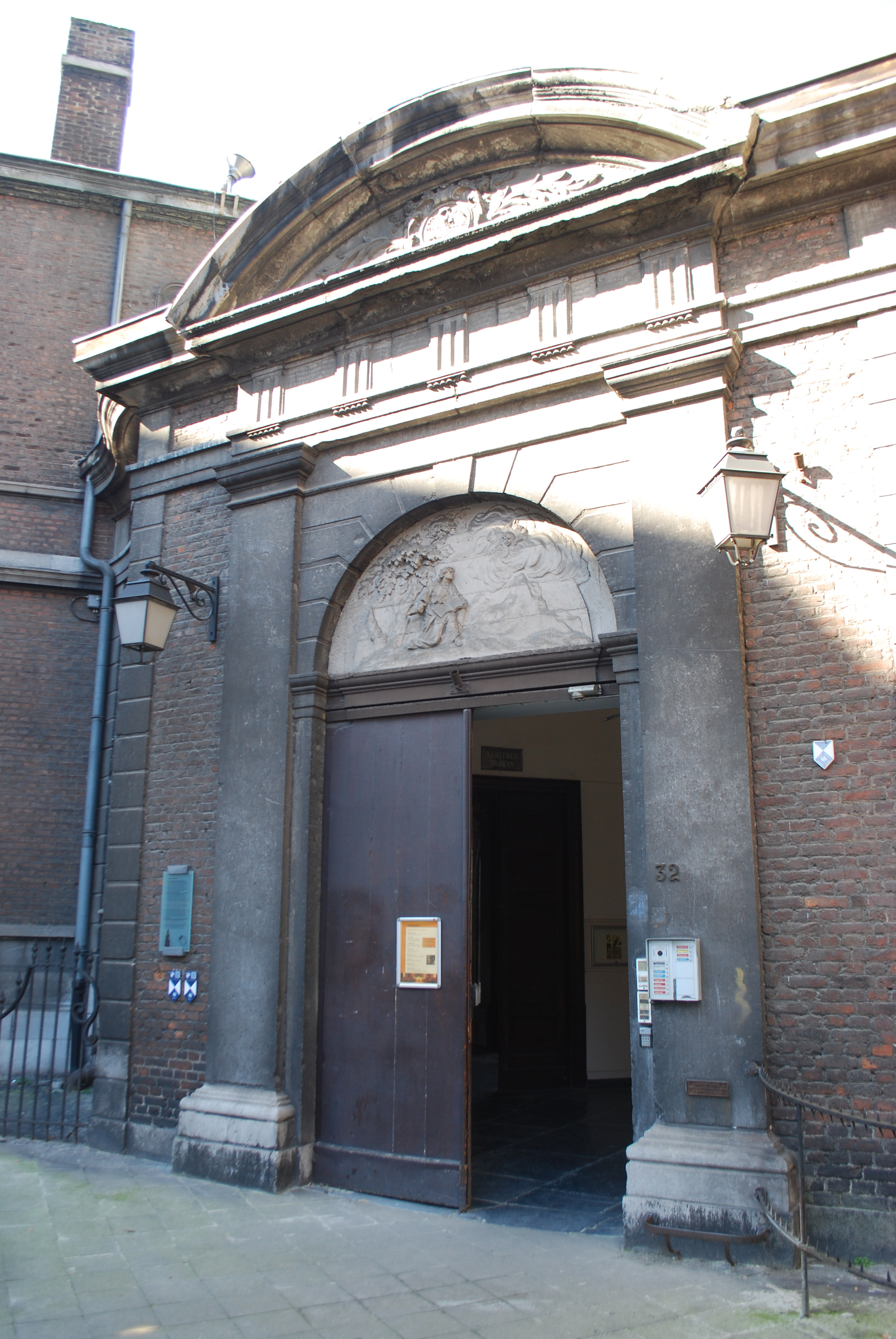
Barokportaal
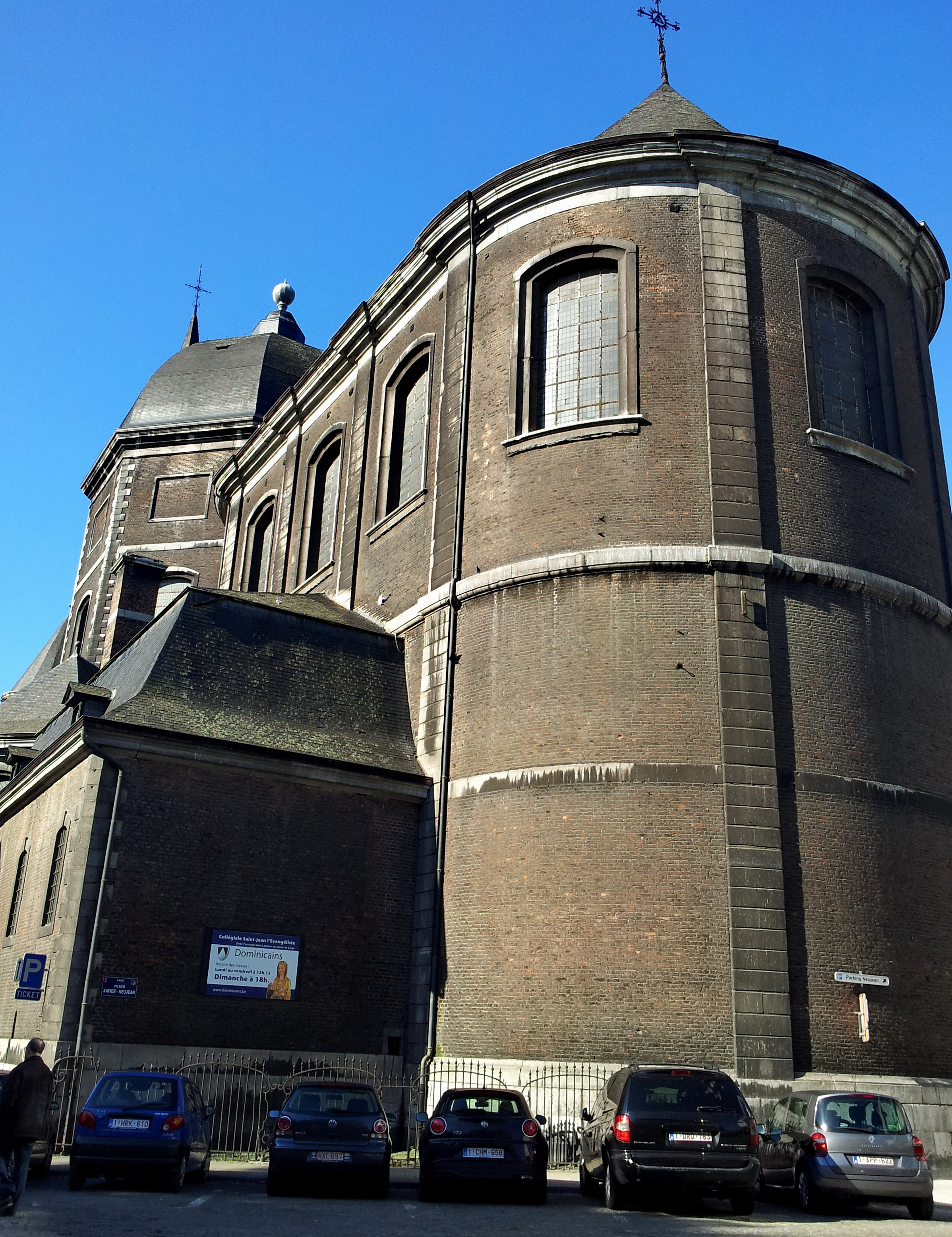
Koorpartij

### Kerk, interieur
Het interieur van de kerk ademt nog geheel de sfeer van de late achttiende eeuw. Dominant is de hemelsblauw geschilderde koepel. De centraalbouw verbindt, zoals de naam al suggereert, de verschillende delen van de kerk. Het koor is langgerekt, zoals bij elke kapittelkerk, om plaats te bieden aan de koorbanken voor de dertig kanunniken die het kapittel telde. Het westwerk, met een beperkte binnenruimte, heeft geen religieuze functie meer.

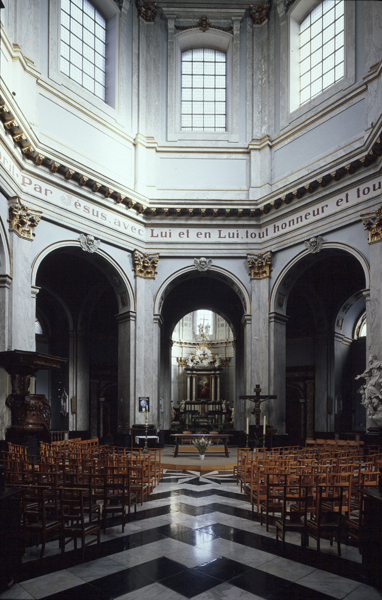
Centraalbouw
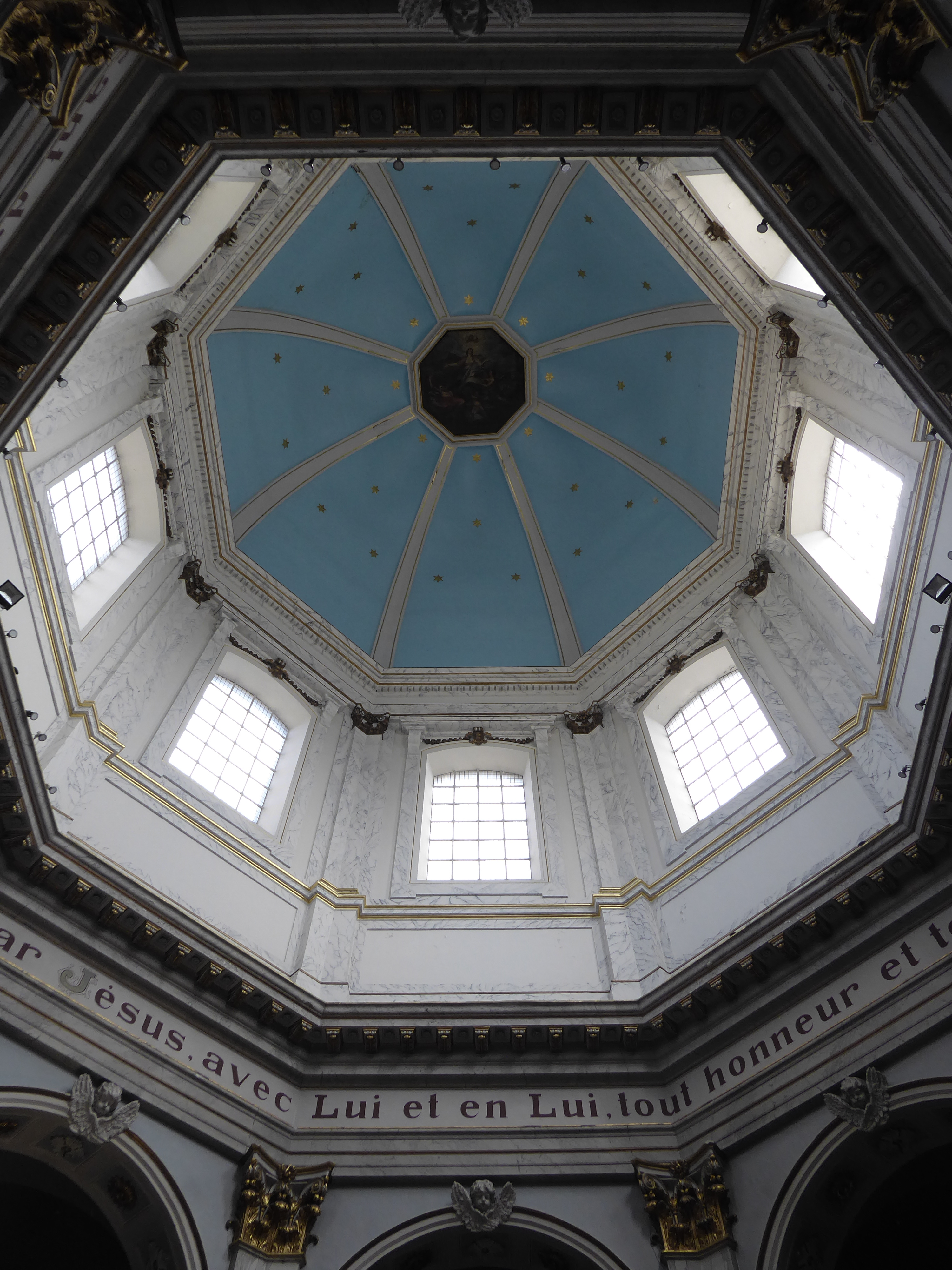
Koepel
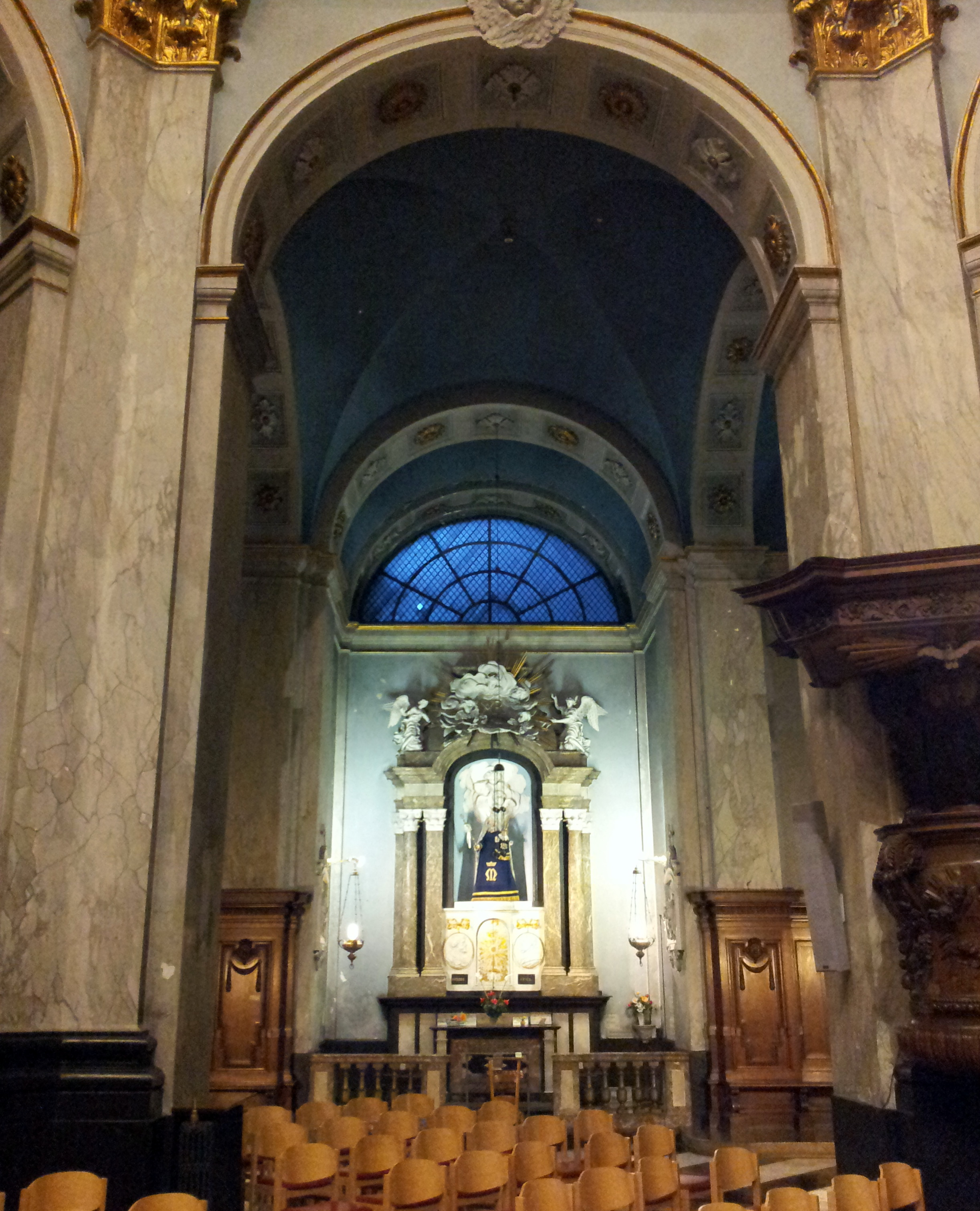
Gezicht op een straalkapel
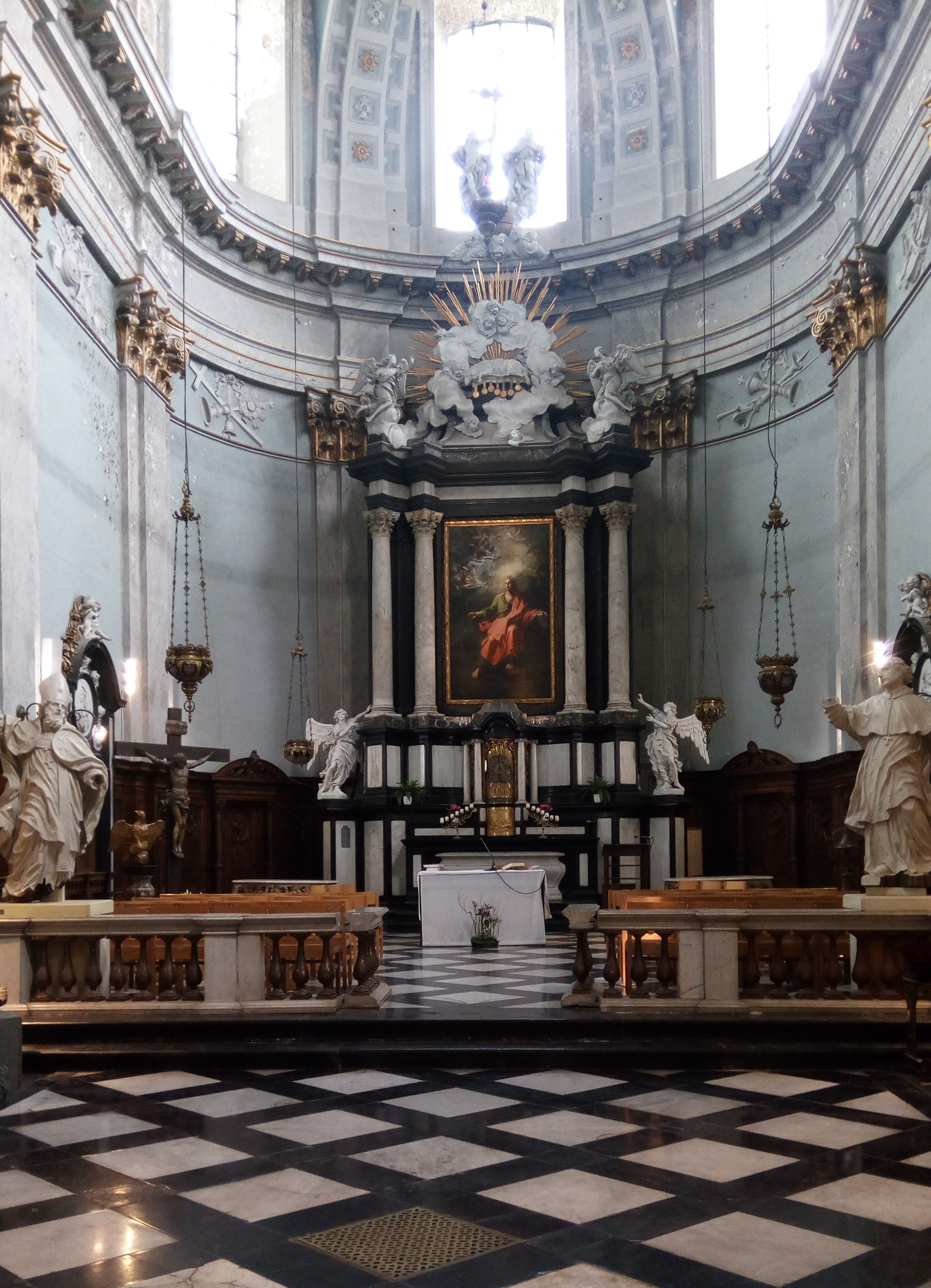
Priesterkoor

#### Kunstwerken

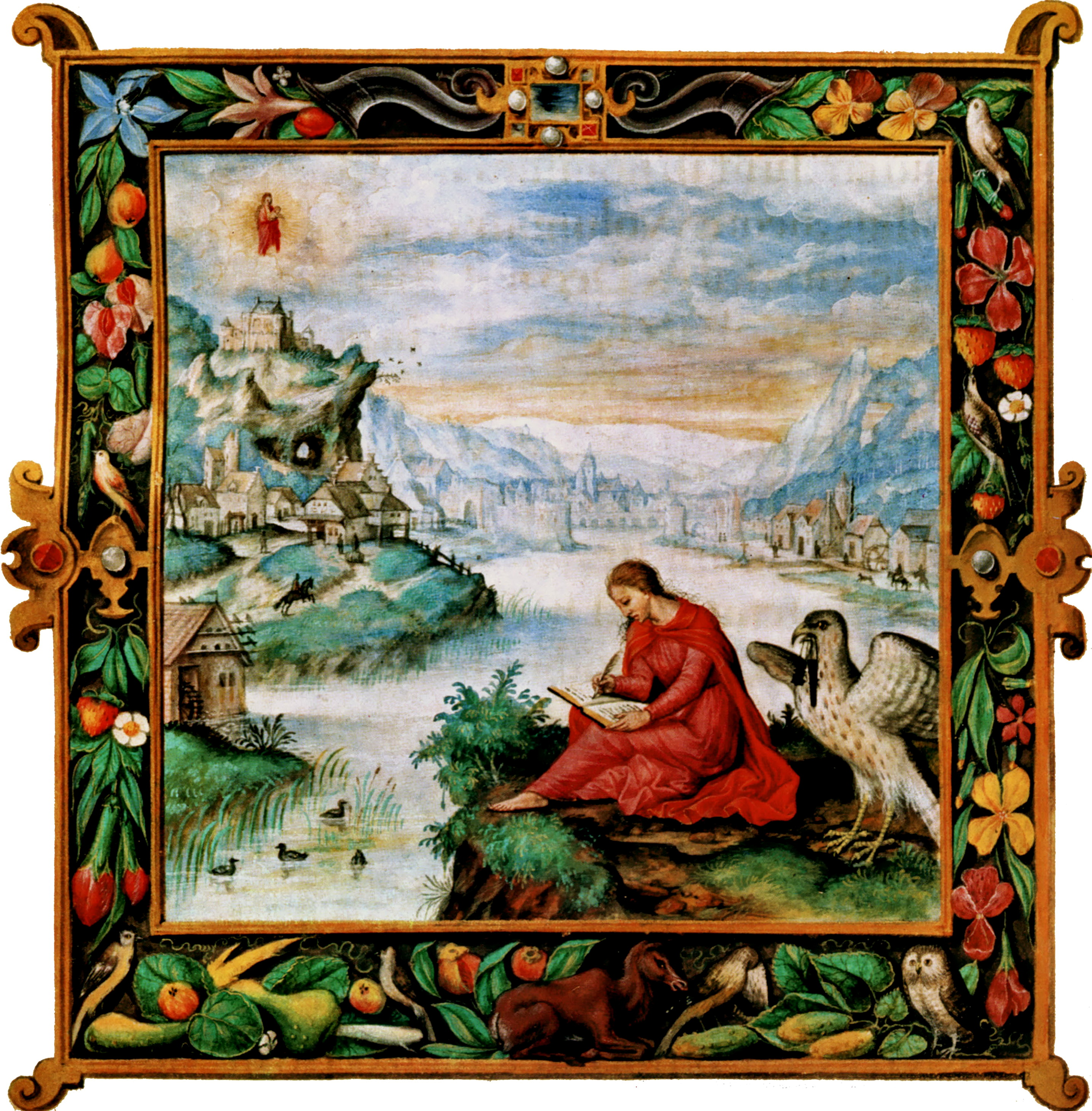
Johannes op Patmos, illuminatie van Thomas vanden Putte (1565)

De kerk bezit een belangrijke collectie religieuze kunst. Van de schilderijen kunnen genoemd worden een groot doek van de Kruisiging van de Luikse schilder Bertholet Flémal uit 1649 en een Johannes de Evangelist op Patmos door Philippe-Auguste Hennequin (1762-1933). Dat laatste fungeert als retabel van het hoofdaltaar. In de sacristie bevindt zich een evangeliarium uit 1565, gekopieerd door de kanunnik Robert Quercentius en verlucht met 24 miniaturen, waarvan zes door  Puteanus, de gelatiniseerde naam van Thomas vanden Putte (1532-1609), een miniaturist uit Sint-Truiden, die later aan het hof van prins-bisschop Ernst van Beieren werkzaam was. Het tiende-eeuwse evangeliarium van Notger, dat lange tijd in bezit was van het kapittel, bevindt zich thans in het museum Grand Curtius in Luik.
Het topstuk uit de beeldencollectie is een romaanse sedes sapientiae (Maria met kindje Jezus als "zetel der wijsheid") uit omstreeks 1230 van gepolychromeerd hout. Dit beeld werd door de kunsthistoricus Joseph Timmers in zijn bespreking van Maaslandse beelden aangemerkt als "het hoogtepunt van heel de reeks". De herkomst van het beeld is onzeker. Mogelijk is het afkomstig uit een van de vele in de Franse Tijd opgeheven kerken en kloosters, volgens Helbig uit de Sint-Adalbertkerk, de doop- en parochiekerk naast de Sint-Jan. Van de gotische beelden zijn van belang een calvariegroep uit de 13e eeuw en een Ecce Homo uit de 16e eeuw. De houten medaillons van Sint-Petrus en Paulus worden toegeschreven aan de beroemdste beeldhouwer van de Luikse barok, Jean Del Cour (1627-1707). Een kruisbeeld uit omstreeks 1700 wordt toegeschreven aan Cornelis van der Veken (1666-1740), die ook een beeld van Johannes de Doper en Genoveva van Parijs vervaardigde. Van de 18e-eeuwse beelden kunnen genoemd worden een beeld van Sint-Rochus door Jacques Vivroux (1703-1777) en een extatische Sint-Adalbert te midden van putti door Renier Panhay de Rendeux (1684-1744). De kruisweg door Alexandre de Tombay (1815-1881) werd geschonken door de Belgische politicus Arsène Fabry de Longrée (1777-1851) en zijn echtgenote Joséphine de Longrée (1781-1855).

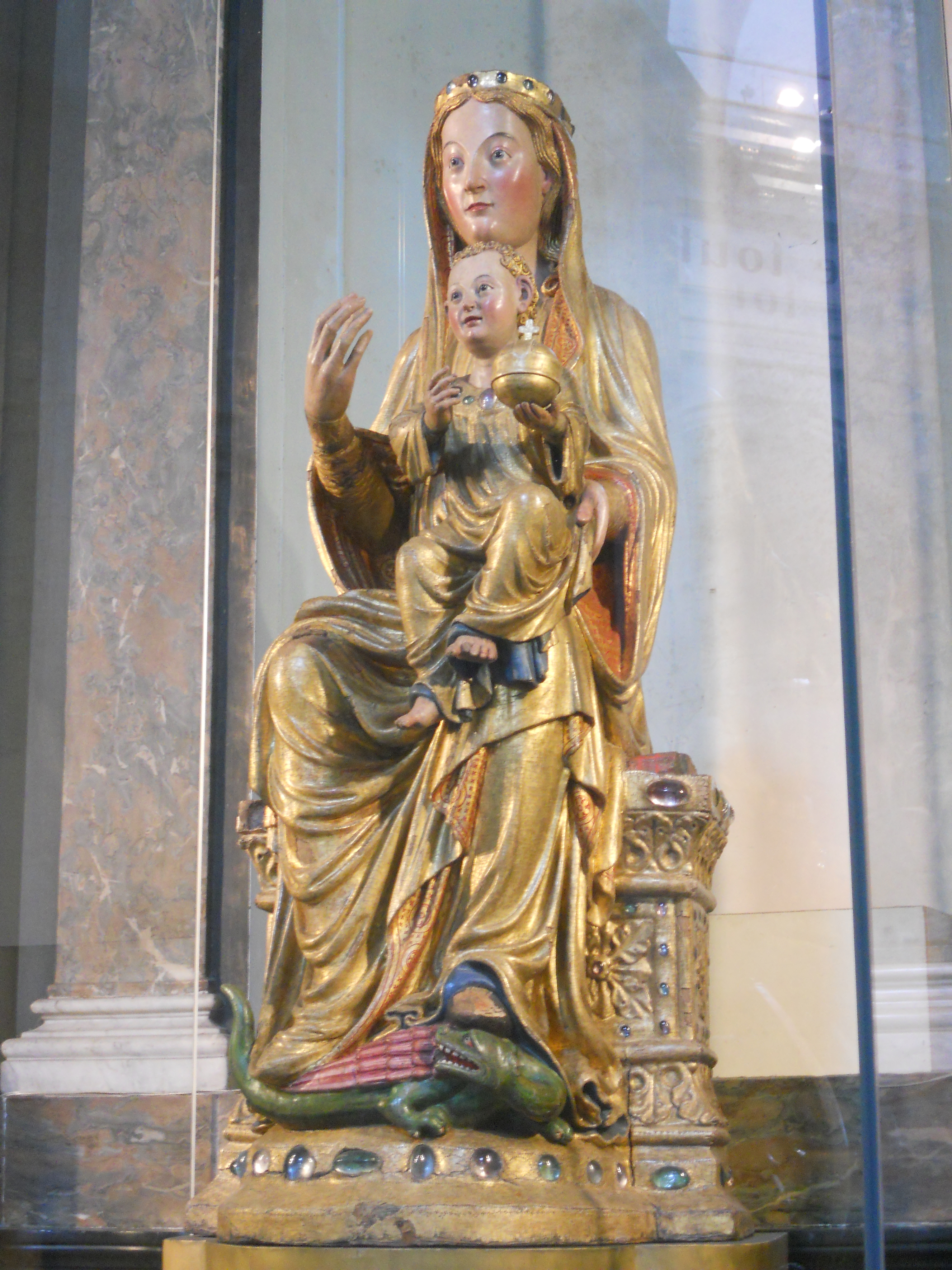
13e-eeuwse sedes sapientiae
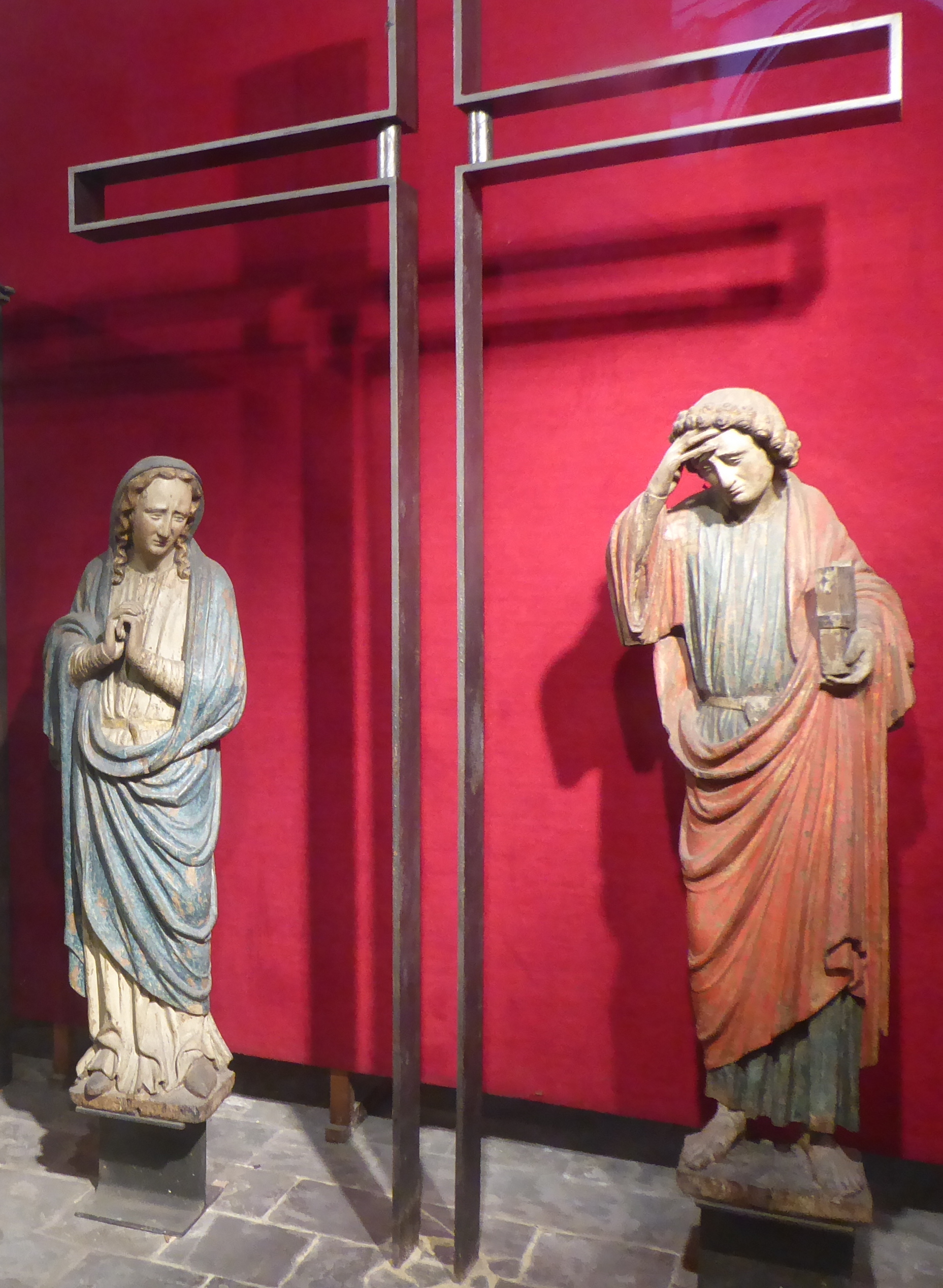
13e-eeuwse calvariegroep
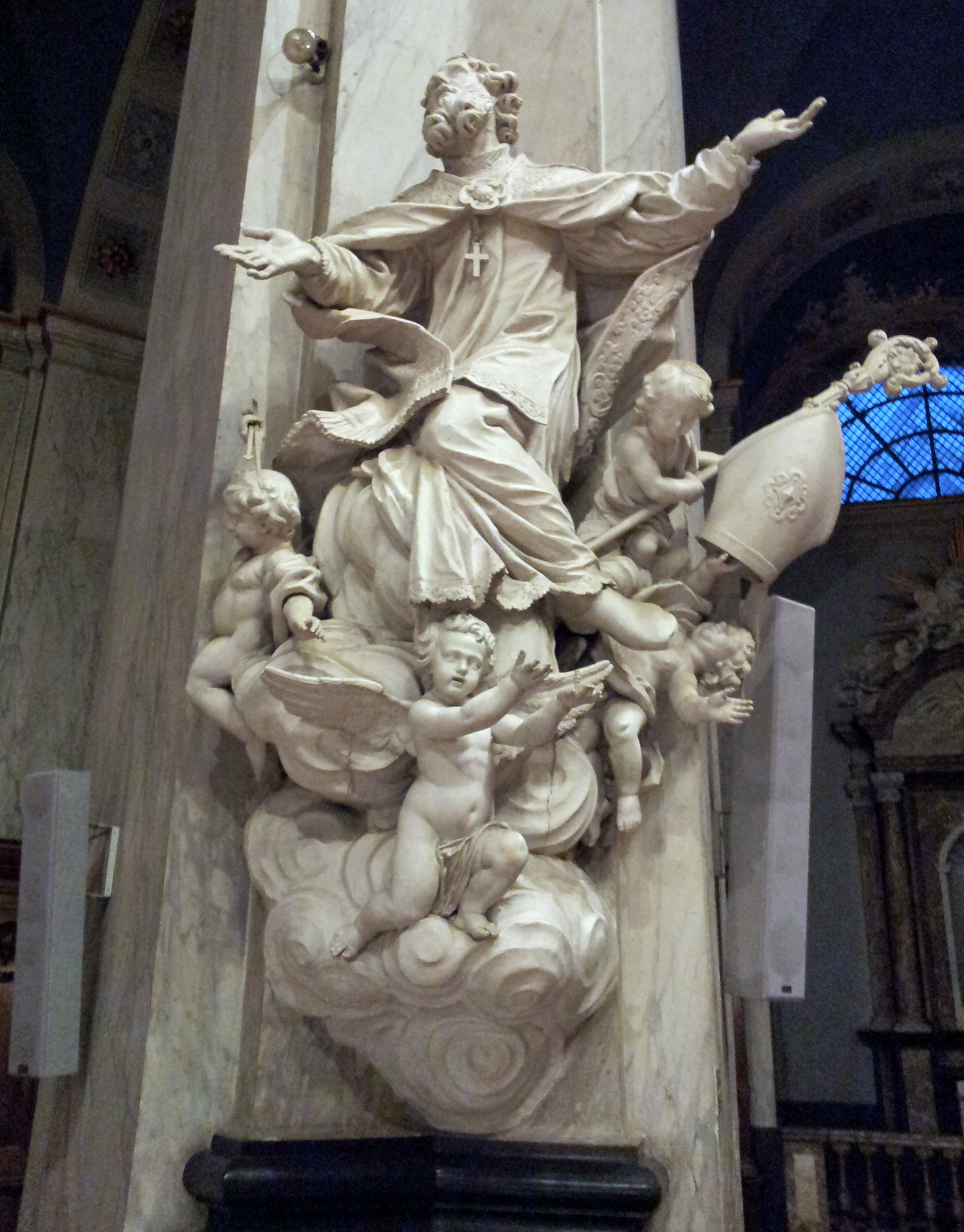
18e-eeuwse Sint-Adalbert
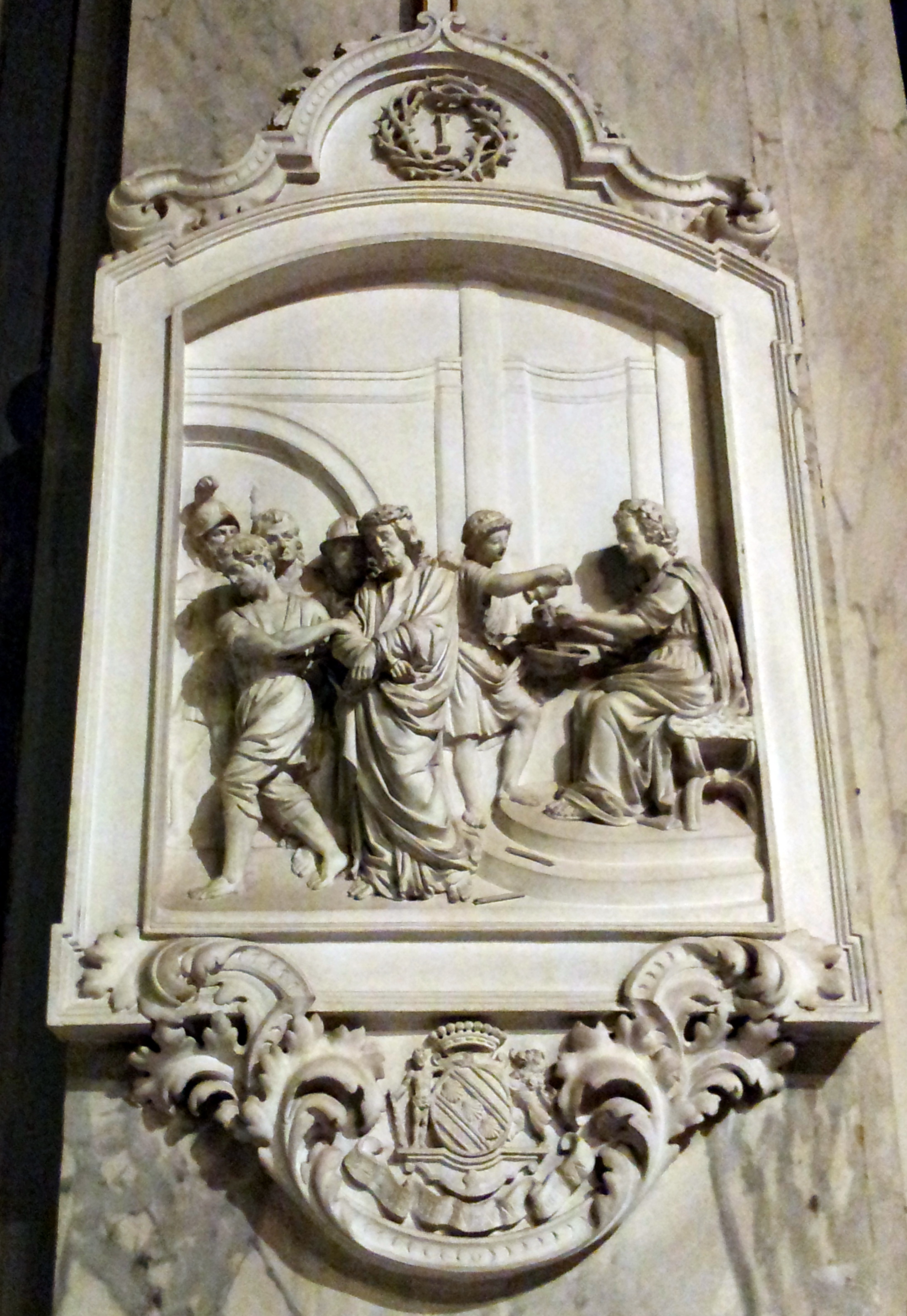
19e-eeuws kruiswegreliëf

#### Kerkmeubilair, kerkzilver
De kerk bezit diverse altaren, alle in barokstijl. Het marmeren hoofdaltaar is versierd met engelenfiguren. De preekstoel en biechtstoelen zijn uitgevoerd in de iets ingetogener Luiks-Akense meubelstijl, waarbij het sierlijke houtsnijwerk ongeverfd blijft. Zoals hierboven vermeld is van de oorspronkelijke kerkschat weinig meer over. Een verguld zilveren miskelk uit 1519 bevindt zich in de collectie van het Rijksmuseum Amsterdam.

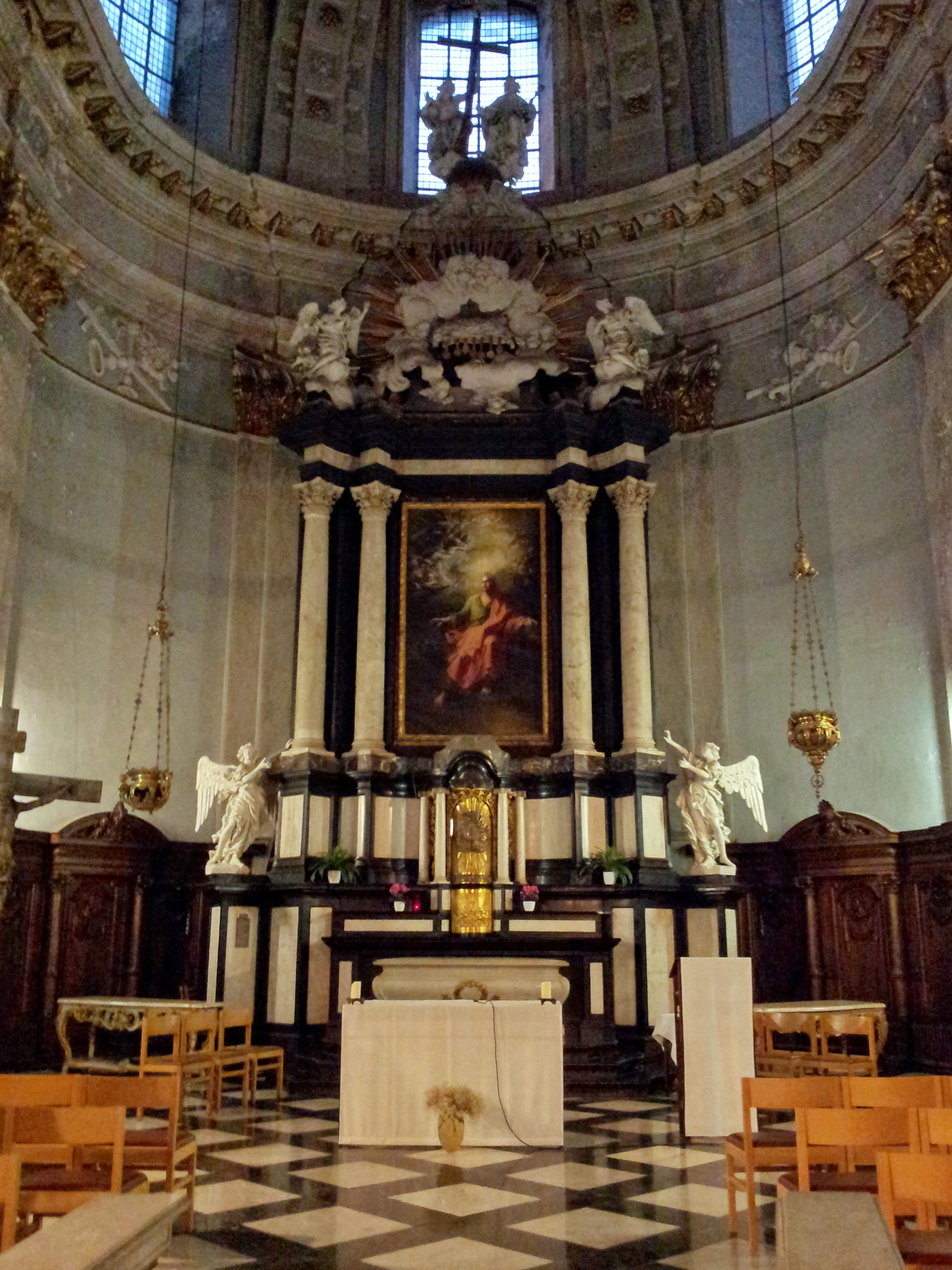
Hoofdaltaar
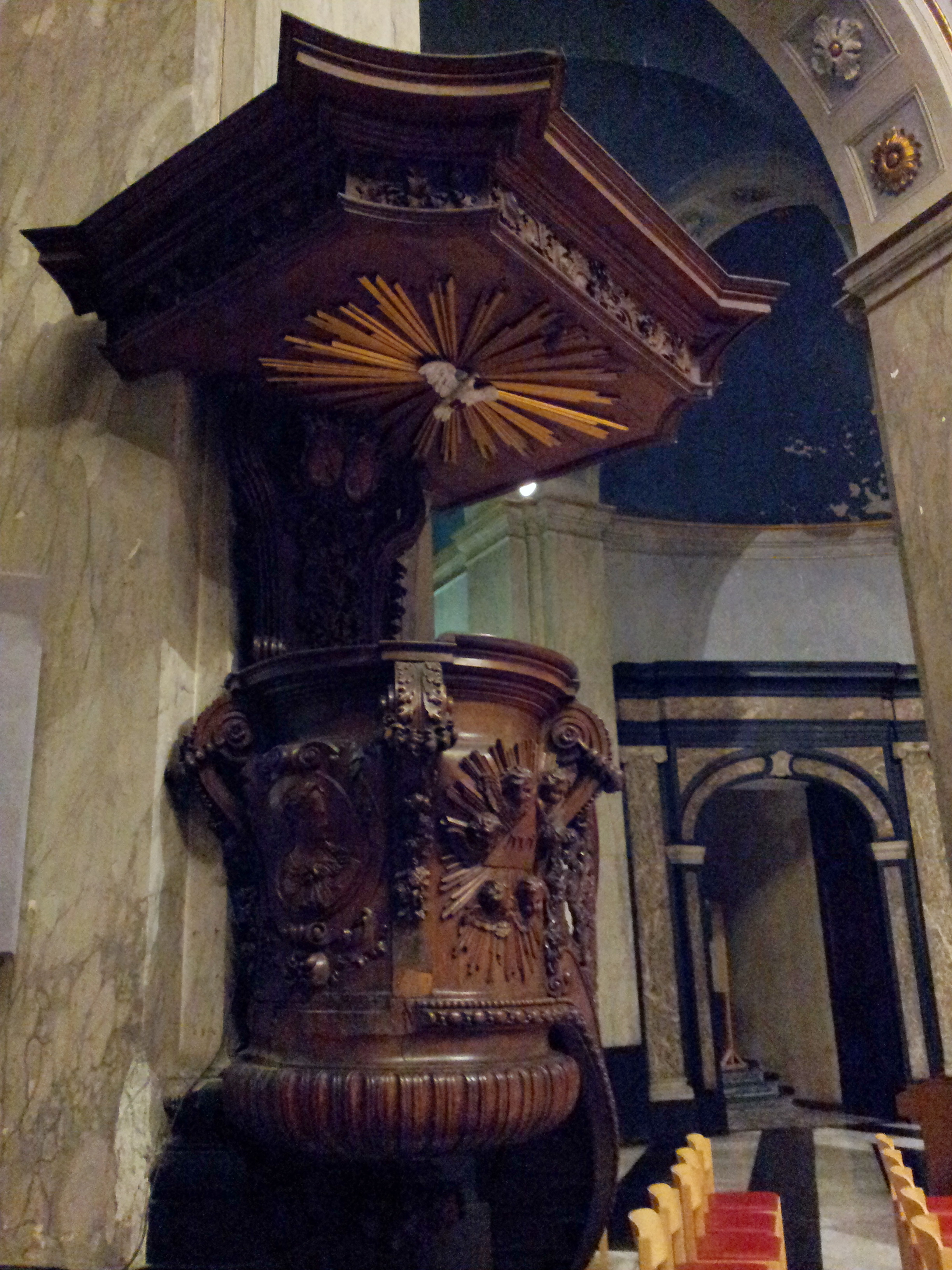
Preekstoel
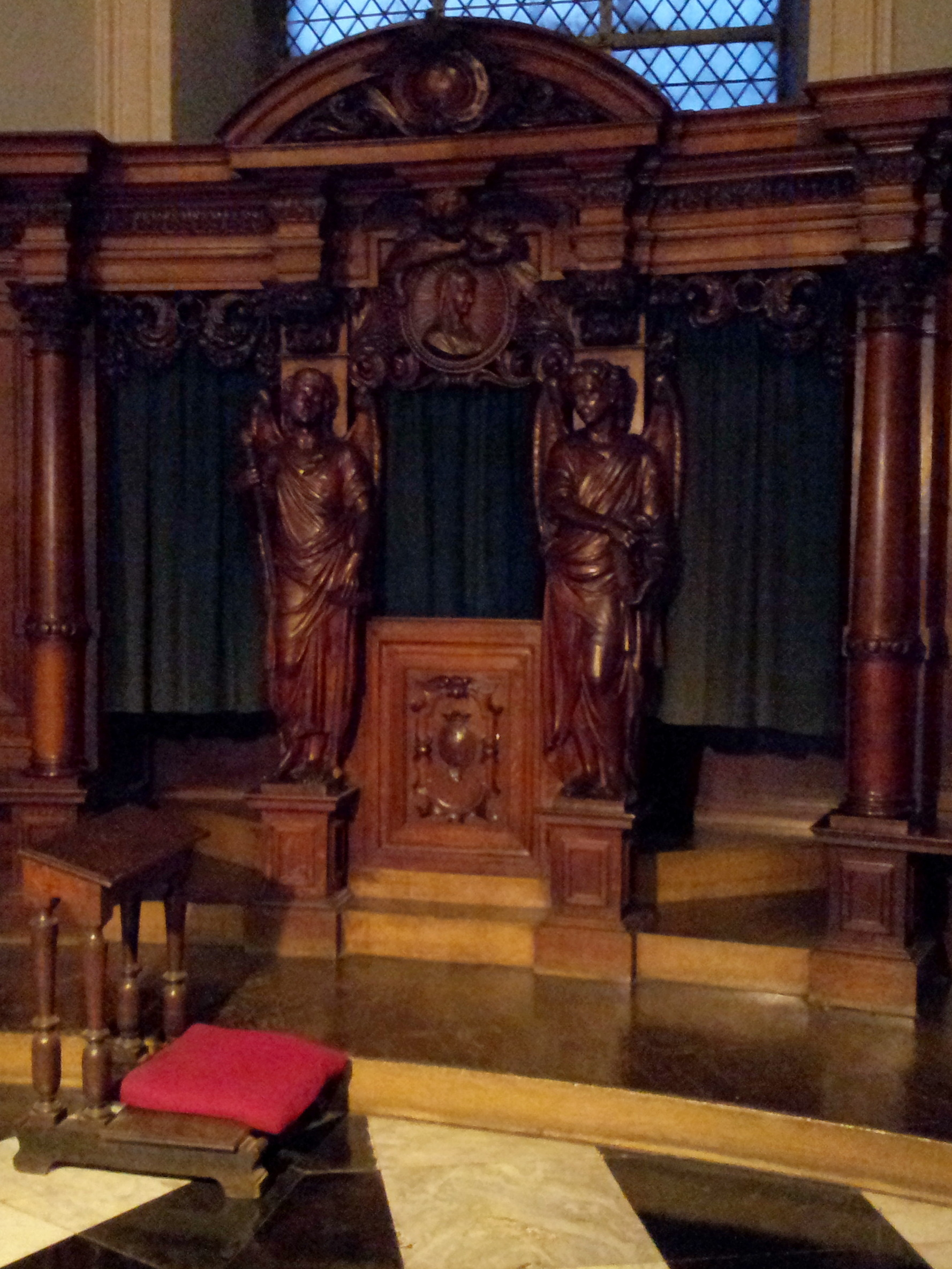
Biechtstoel
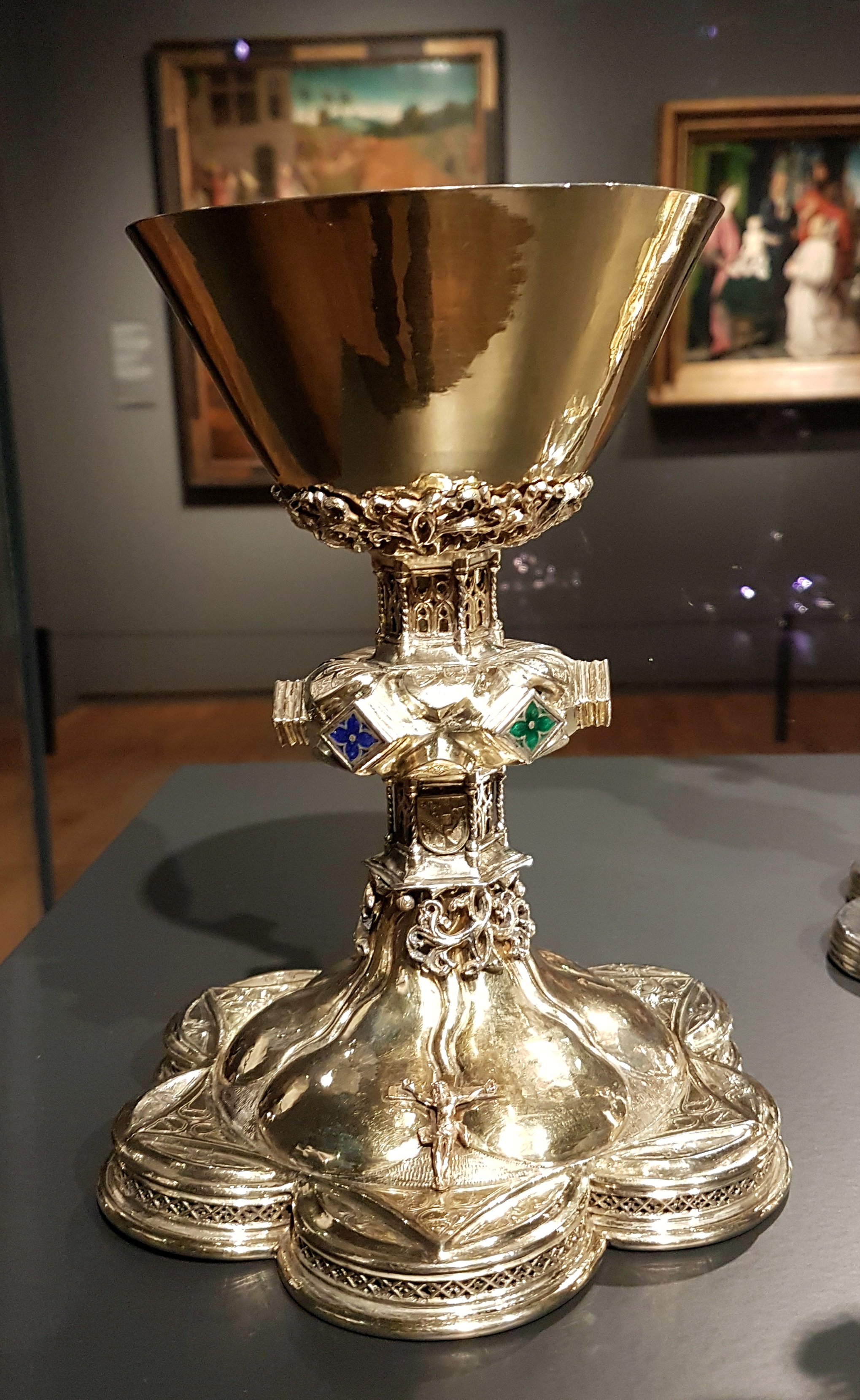
16e-eeuwse miskelk